# Мохамад Мохаммадиан
Мохамад Мохаммадиан е ирански филмов режисьор, продуцент, фотограф, поет, художник и сценарист. Част е от иранската нова вълна.

## Биография
Роден е на 22 юни 1987 г. в Исфахан, Иран. Той е един от учениците на Абас Киаростами и първите му опити в изкуството са в създаването на филми. Мохаммадиан е активен като независим режисьор от 2016 и неговото вдъхновение в киното е Аббас Киаростами и италианския неореализъм.

## Избрана филмография
Като режисьор Мохаммадиан работи основно в областта на късометражния жанр. Филмите му участват в международни фестивали за късометражни филми.
| година | филм                           |
| ------ | ------------------------------ |
| 2016   | The Endless River              |
| 2016   | Only Five Minutes              |
| 2017   | Behind the Scenes              |
| 2018   | Beware of your tongue          |
| 2019   | Katharine Hepburn              |
| 2019   | I Have Two Loves               |
| 2020   | Life                           |
| 2020   | Marilyn Monroe: Photobiography |
| 2020   | Agnès Varda                    |
| 2020   | Beautiful Like a Poem          |
| 2021   | Abbas Kiarostami               |
| 2021   | Flying                         |
| 2021   | I'm Monica Bellucci            |
| 2021   | Moments Within Moments         |
| 2022   | Dubai Is a Diamond             |